# Амбарцумова, Дайна Сергеевна
Дайна Сергеевна Амбарцумова (род. 20 января 1991) — российская самбистка и дзюдоистка, чемпионка (2019), серебряный (2015-2017) и бронзовый (2014, 2018) призёр чемпионатов России по самбо, победитель и призёр розыгрышей Кубка России по дзюдо, серебряный (215) и бронзовый (2016, 2017) призёр чемпионатов Европы по самбо, мастер спорта России международного класса. Тренировалась под руководством Петра Каверзина. Выступала в тяжёлой весовой категории (до 80 кг).

## Спортивные результаты

### Самбо
- Чемпионат России по самбо среди женщин 2014 года — ;
- Чемпионат России по самбо 2015 года — ;
- Чемпионат России по самбо 2016 года — ;
- Чемпионат России по самбо 2017 года — ;
- Чемпионат России по самбо 2018 года — ;
- Чемпионат России по самбо 2019 года — ;

### Дзюдо
- Первенство России по дзюдо среди кадетов 2006 года — ;
- Первенство России по дзюдо среди кадетов 2007 года — ;
- III Всероссийская школьная спартакиада 2007 года — ;
- Первенство России по дзюдо среди юниоров 2009 года — ;
- Первенство России по дзюдо среди юниоров 2010 года — ;
- II Всероссийская молодёжная спартакиада 2010 года — ;
- Первенство России по дзюдо среди молодёжи 2011 года — ;
- Первенство России по дзюдо среди молодёжи 2012 года — ;
- Первенство России по дзюдо среди молодёжи 2013 года — ;
- Кубок России по дзюдо 2017 — ;
- Кубок России по дзюдо 2018 — ;